# Ларионово (Ленинградская область)
Ларионово (до 1948 года Норсъйоки, фин. Norsjoki) — посёлок в Приозерском районе Ленинградской области, административный центр Ларионовского сельского поселения.

## Название
Топоним Norsjoki в переводе с финского означает «Корюшкина река».
16 января 1948 года исполкомом Норсъйокского сельсовета было принято решение о переименовании деревни Норсъйоки в посёлок Черёмухино. Спустя месяц решением исполкома Кексгольмского райсовета деревне Норсъйоки было присвоено наименование Пригородная, но комиссия по переименованию утвердила название Ларионово. Обоснованием послужило пояснение: «в честь командира эскадрильи 158-го истребительного полка Героя Советского Союза Ларионова Георгия Петровича, павшего смертью храбрых 20 июля 1941 года». Переименование было закреплено указом Президиума ВС РСФСР от 1 октября 1948 года.

## История
Упоминается в 1745 году на карте Ингерманландии и Карелии, как деревня Норш на реке Норш.
- Деревня Норш русской на карте 1745 года

В списке промышленных предприятий сельской общины Кякисалми за 1883 год, упоминается «Кооперативная мельница Норсйоки».
В 1920 году население деревни Норсъйоки составляло 90 человек.
- Деревня Норсъйоки на финской карте 1923 года

В 1939 году жителей стало 309, из них 156 мужчин и 153 женщины. Население, в основном, работало на целлюлозном заводе Вальдхоф. До 1939 года деревня Норсъйоки входила в состав Кякисалмского сельского округа Выборгской губернии Финляндской республики.
С января 1940 года — в составе Карело-Финской ССР.
С 1 августа 1941 года по 31 июля 1944 года — финская оккупация.
С 1 ноября 1944 года — в составе Норсъйокского сельсовета Кексгольмского района Ленинградской области.
С 1 октября 1948 года — в составе Ларионовского сельсовета Приозерского района.
С 1 февраля 1963 года — в составе Выборгского района.
С 1 января 1965 года — вновь в составе Приозерского района. В 1965 году население посёлка составляло 302 человека.
По данным 1966 года посёлок Ларионово также входил в состав Ларионовского сельсовета.
По данным 1973 года посёлок Ларионово входил в состав Ларионовского сельсовета административным центром в посёлке Починок.
По данным 1990 года посёлок Ларионово являлся административным центром Ларионовского сельсовета, в который входили 15 населённых пунктов: посёлки Беличье, Бойцово, Бригадное, Бурнево, Заостровье, Коммунары, Кротово, Ларионово, Марьино, Моторное, Починок, Синёво, Сторожевое, Судаково, Яркое, общей численностью населения 3316 человек. В самом посёлке Ларионово проживали 483 человека.
В 1997 году в посёлке Ларионово Ларионовской волости проживали 550 человек, в 2002 году — 636 человек (русские — 92 %), посёлок являлся административным центром волости.
В 2007 году в посёлке Ларионово Ларионовского СП проживали 528 человек, в 2010 году — 583 человека.

## География
Посёлок расположен в северо-восточной части района на автодороге А121 «Сортавала» (Санкт-Петербург — Сортавала — автомобильная дорога Р-21 «Кола») в месте примыкания к ней автодорог 41К-185 (Комсомольское — Приозерск) и 41К-012 (Санкт-Петербург — Приозерск).
Расстояние до районного центра — 6 км.
Расстояние до ближайшей железнодорожной станции Приозерск — 6 км.
Посёлок находится на восточном берегу Судаковского озера. Через посёлок протекает река Луговая. К востоку от посёлка располагается озеро Снетковское.

## Демография
| 2007 | 2010 | 2017 |
| ---- | ---- | ---- |
| 528  | ↗583 | ↗595 |

## Экономика и хозяйство
На территории посёлка располагается Приозерский лесхоз, а также филиал Научно-производственного комбината «Кама», занимающейся производством и продажей лесозаготовительного оборудования и техники. Функционируют фельдшерско-акушерский пункт(ФАП), дом культуры и библиотека.
Посёлок располагается на выгодном пересечении автодорог.

## Достопримечательности
- Усадебный парк.
- Пулемётный полукапонир линии Маннергейма, линия T, в хорошем состоянии.

## Фото
- Ларионов Г. П. 1940 год

## Улицы
Адмиральская, Богатырёва, Боровая, Елизаветы Глинки, Заречная, Ладожская, Ленинградская, Лесной переулок, Луговая, Новая, Озёрная, Ольховая, Подгорная, Судаковская, Тихая, Цветочная, Школьная.